# Clásico Boca Juniors-Racing Club
El clásico Boca Juniors-Racing Club es un partido de fútbol que involucra a dos de los clubes más representativos de Argentina, el Club Atlético Boca Juniors y el Racing Club. Aunque no son vistos como máximos rivales, este encuentro es clasificado como un clásico debido a que ambos equipos cumplen con el criterio de ser considerados «clubes grandes». Esta clasificación comenzó siendo utilizada por la prensa especializada, luego de que la Asociación del Fútbol Argentino (AFA) estableciera el sistema de voto proporcional en 1937.
A lo largo de historia se han enfrentado en partidos oficiales correspondientes a campeonatos de primera y segunda división, copas nacionales (AFA) y copas internacionales organizadas por la Conmebol.  El primer encuentro oficial entre ambos ocurrió el 6 de diciembre de 1908 por el torneo de segunda categoría, y terminó en victoria del Racing Club por 1 a 0. 
Es el segundo clásico entre «clubes grandes» más antiguo del país, siendo el primero el que comparten Racing Club y River Plate. Las barras bravas de estos dos equipos mantuvieron cruces que acabaron con la vida de algunos hinchas durante los años 1980, lo cual acrecentó la hostilidad entre las parcialidades.
Entre ambos, suman un total de 115 títulos (74 de Boca Juniors y 41 de Racing Club). Se trata del 4.° partido del fútbol argentino con mayor sumatoria de títulos. Además, los dos integran la galería de «clubes clásicos» que dispuso la Federación Internacional de Fútbol Asociación (FIFA) en 2012.
Actualmente, Boca Juniors lleva una ventaja sobre Racing Club de 20 partidos en el historial general y de 27 en el historial de liga. En cuanto a enfrentamientos por copas, Racing tiene una ventaja sobre Boca Juniors de 7 partidos por copas nacionales y los Xeneizes tienen una ventaja de 4 partidos por copas internacionales.

## Historia
- El primer partido oficial entre ambos equipos se jugó el 6 de diciembre de 1908 en el estadio GEBA, por las semifinales de la Segunda División. Aquel encuentro terminó en victoria del Racing Club por 1 a 0 con gol de Pablo Frers.[7]
- El dos partidos subsecuentes entre ambos equipos se jugaron al año siguiente, por la Sección C de la Segunda División. El 27 de junio ganó el Racing Club por 1 a 0 en Brasil y Balbín —estadio Boca Juniors—, con gol de José Seminario.[8] El 26 de septiembre volverían a ganar los de Avellaneda por 2 a 0 en Alsina y Colón —estadio Racing Club—, con goles de Pablo Frers y Emilio Firpo.[9]
- La primera final entre ambos equipos se jugó el 11 de diciembre de 1910 en el estadio GEBA, en la Segunda División. Aquel encuentro terminó en victoria del Racing Club por 2 a 1 con goles de Pablo Frers y Alberto Ohaco. De esta forma, la Academia consiguió su ascenso a Primera División.[10][11]
- El primer partido oficial entre ambos equipos en Primera División se jugó el 7 de septiembre de 1913 en Dorrego y Centenario —estadio Estudiantes (BA)— (local: Boca Juniors). Aquel encuentro lo ganó el Boca Juniors por 1 a 0 con gol de Enrique Bertolini.
- El segundo partido oficial entre ambos equipos en Primera División se jugó el 16 de agosto de 1914 en Wilde —estadio Boca Juniors—. Aquel encuentro lo ganó el Racing Club por 5 a 0 con goles de Juan Hospital, Alberto Ohaco (x3) y Zoilo Canavery.
- El primer partido entre ambos equipos en una copa nacional se jugó el 26 de julio de 1914 en Wilde —estadio Boca Juniors—, por los octavos de final de la Zona Buenos Aires de la Copa Jockey Club.[12] Aquel encuentro terminó en victoria del Racing Club por 4 a 0 con goles de Alberto Ohaco, Alberto Marcovecchio (x2) y Juan Perinetti.[13]
- El primer partido profesional entre ambos equipos se jugó el 19 de julio de 1931 en Alsina y Colón —estadio Racing Club—, por la novena fecha de la Primera División. Aquel encuentro terminó en victoria del Boca Juniors por 2 a 1, con goles de Florentino Vargas (x2) para el Xeneize y Benjamín Grossi para la Academia.[14]
- El segundo partido profesional entre ambos equipos se jugó el 22 de noviembre de 1931 en Brandsen y Del Crucero —estadio Boca Juniors—, por la vigesimosexta fecha de la Primera División (ese mismo campeonato). Aquel encuentro terminó con victoria del Racing Club por 1 a 0 con gol de Vicente Del Giúdice.
- La segunda final entre ambos equipos se jugó el 29 de enero de 1933 en la Doble Visera —estadio Independiente—, por la fase final de la Copa Beccar Varela 1932, compartiendo grupo con el Club Atlético Tigre. Aquel encuentro terminó en victoria del Racing Club por 3 a 0 con goles de Evaristo Barrera (x2) y Roberto Bugueyro.[15]
- La tercera final entre ambos equipos se jugó el 12 de octubre de 1945 en el Gasómetro —estadio San Lorenzo—, por la Copa de Competencia Británica. Aquel encuentro terminó en victoria del Racing Club por 4 a 1, con goles de Roberto D'Alessandro, Juan Camer, Federico Monestés y Humberto Fiore para la Academia, y Mariano Sánchez para el Xeneize.[16]
- El 3 de agosto de 1983 se enfrentaron en la Bombonera —estadio Boca Juniors— por la duodécima fecha del Torneo Metropolitano. Aquel encuentro finalizó en un empate 2 a 2, con goles de Ricardo Gareca (x2) para el Xeneize, y Osvaldo Rinaldi y Diego Castelló para la Academia. Sin embargo, principalmente es recordado por el asesinato de Roberto Basile, un hincha académico, a través de una bengala náutica arrojada desde la tribuna local.[17] Esto ocasionó que La Guardia Imperial, la barra brava de la Academia, acrecentara su rivalidad con La 12, su homónimo Xeneize.[18]
- El 20 de septiembre de 1987 se enfrentaron en el estadio Presidente Perón por la cuarta fecha de la Primera División. Aquel encuentro terminó en victoria del Racing Club por 6 a 0 con goles de José Iglesias (x2), Miguel Colombatti (x2), Ramón Medina Bello y Jorge Acuña.[19]
- El 22 de diciembre de 1988 se enfrentaron en el estadio Presidente Perón por la decimonovena fecha de la Primera División. Durante el entretiempo, la parcialidad local comenzó a arrojar pirotecnia y un petardo cayó a escasos metros del portero Navarro Montoya (Boca). El clima se volvió tenso porque los hinchas del Racing Club comenzaron a realizar pedradas, una de las cuales le cortó la cara al defensor Juan Simón (Boca). El árbitro Carlos Espósito decidió suspenderlo y, el 5 de enero de 1989, la AFA le dio por ganado el partido a Boca Juniors por 1 a 0, mientras que a Racing Club se le descontaron dos puntos.[20]
- El primer partido internacional entre ambos equipos se jugó el 15 de febrero de 1989 en el estadio Antonio Vespucio Liberti (local: Boca Juniors), por el Grupo 4 de la Copa Libertadores. Aquel encuentro terminó en un empate 0 a 0.[21]
- El segundo partido internacional entre ambos equipos se jugó el 8 de marzo de 1989 en el estadio Antonio Vespucio Liberti (local: Racing Club), por el Grupo 4 de la Copa Libertadores. Aquel encuentro terminó en victoria del Boca Juniors por 3 a 2, con goles de Jorge Comas (x2) y Claudio Tapia para el Xeneize, y Ramón Medina Bello y Rubén Paz para la Academia.
- El 2 de junio de 1991 se enfrentaron en el estadio Dr. Camilo Cichero por la decimocuarta fecha de la Primera División. Aquel encuentro terminó en victoria del Boca Juniors goleando por 6 a 1, con goles de Gabriel Batistuta (x3), Diego Latorre (x2) y Alfredo Graciani para el Xeneize, y Norberto Ortega Sánchez para la Academia.
- El 13 de marzo de 1994 se enfrentaron en el estadio Dr. Camilo Cichero por la decimoctava fecha del Torneo Apertura 1993. Aquel encuentro terminó en victoria del Boca Juniors goleando por 6 a 0, con goles de Sergio Martínez (x3), Rubén Da Silva, Alberto Acosta y Luis Carranza.[22]
- El 3 de diciembre de 1995 se enfrentaron en el estadio Dr. Camilo Cichero por la decimoséptima fecha del Torneo Apertura. Aquel encuentro terminó en victoria del Racing Club por 6 a 4, con goles de Rubén Capria (x3), Marcelo Delgado y Claudio López (x2) para la Academia, y Carlos Mac Allister, Diego Maradona, Sergio Martínez y Darío Scotto para el Xeneize.[23]
- La cuarta final entre ambos equipos se jugó el 8 de agosto de 2012 en el estadio San Juan del Bicentenario, por la Copa Argentina 2011-12. Aquel encuentro terminó en victoria del Boca Juniors por 2 a 1, con goles de Santiago Silva y Lucas Viatri para el Xeneize, y Valentín Viola para la Academia.[24]
- La quinta final entre ambos equipos se jugó el 6 de noviembre de 2022 en el estadio Único de Villa Mercedes, por el Trofeo de Campeones (LPF). Aquel encuentro terminó en victoria del Racing Club por 2 a 1, con goles de Matías Rojas y Carlos Alcaraz para la Academia, y Norberto Briasco para el Xeneize. Sin embargo, éste fue suspendido antes del final reglamentariamente, porque el equipo del Boca Juniors quedó integrado por menos de siete jugadores tras sucesivas expulsiones y debió ser descalificado.[25]
- La sexta y última final entre ambos equipos se jugó el 20 de enero de 2023 en el estadio Hazza bin Zayed de Al Ain (EAU), por la Supercopa Internacional 2022. Aquel encuentro terminó en victoria del Racing Club por 2 a 1, con goles de Johan Carbonero y Gonzalo Piovi para la Academia, y Facundo Roncaglia para el Xeneize.[26]
- El 8 de febrero de 2025 en a cuarta fecha del Torneo Apertura, Racing gana 2-0, con goles de Luciano Vietto y Adrián Martínez, logrando mantener una racha de 11 años invictos de locales frente a los Xeneizes.

## Estadísticas

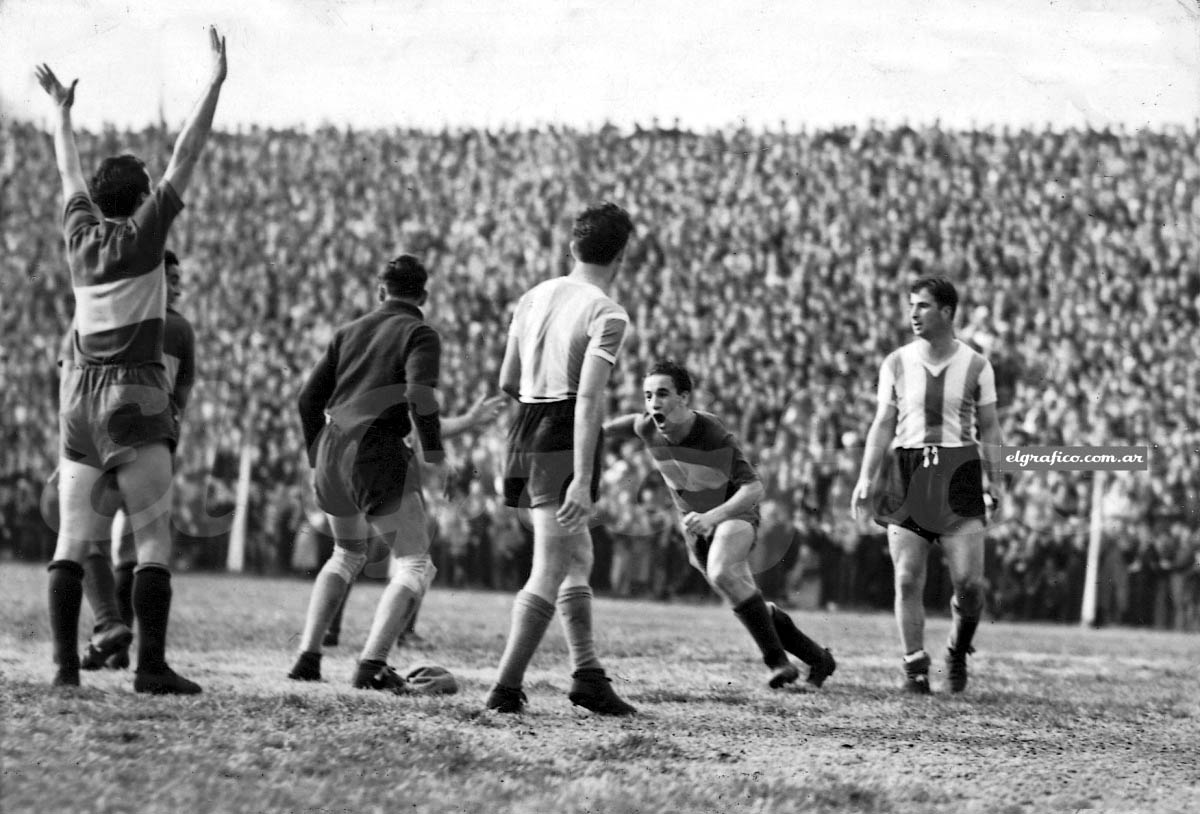
Gol de Juan Carlos Lorenzo (Boca) en el clásico de 1945

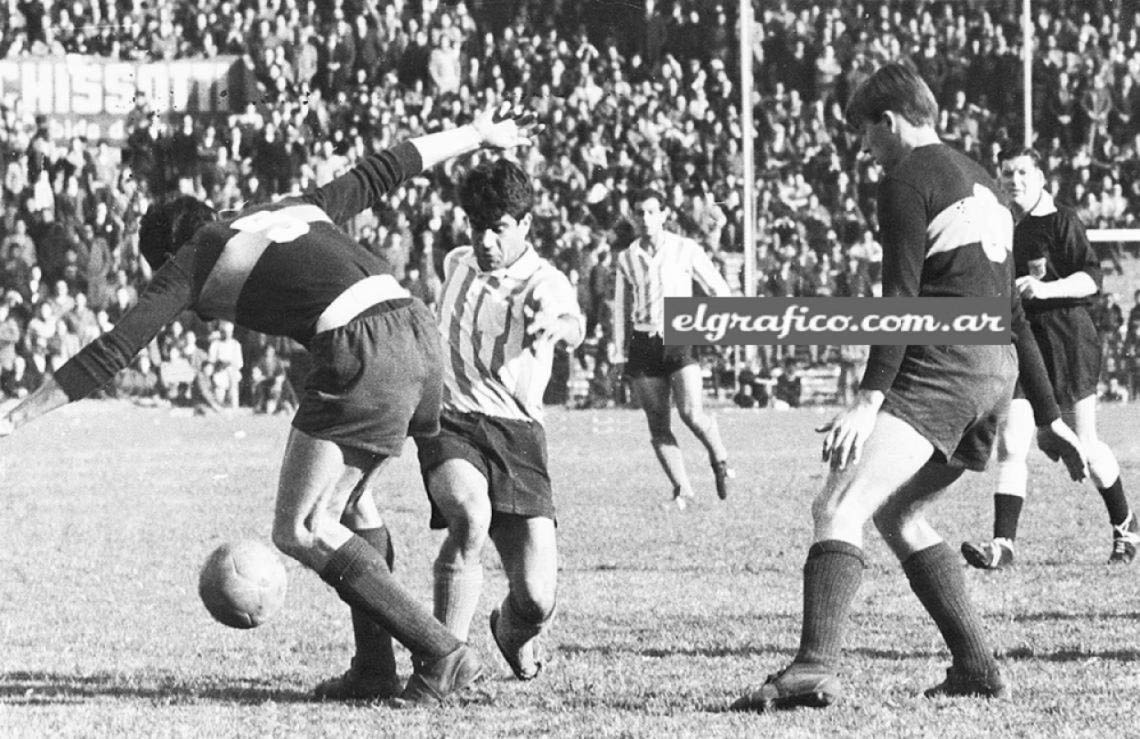
Pedro Marchetta (Racing) encarando a Antonio Rattín (Boca) en 1963

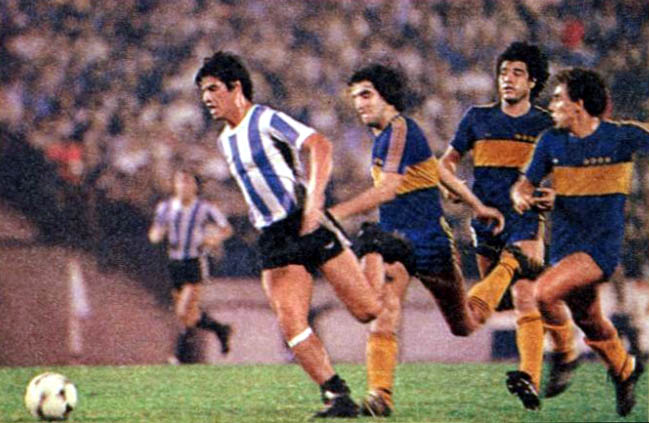
Juan Sarulyte (Racing) encarando al arco en un amistoso de 1982

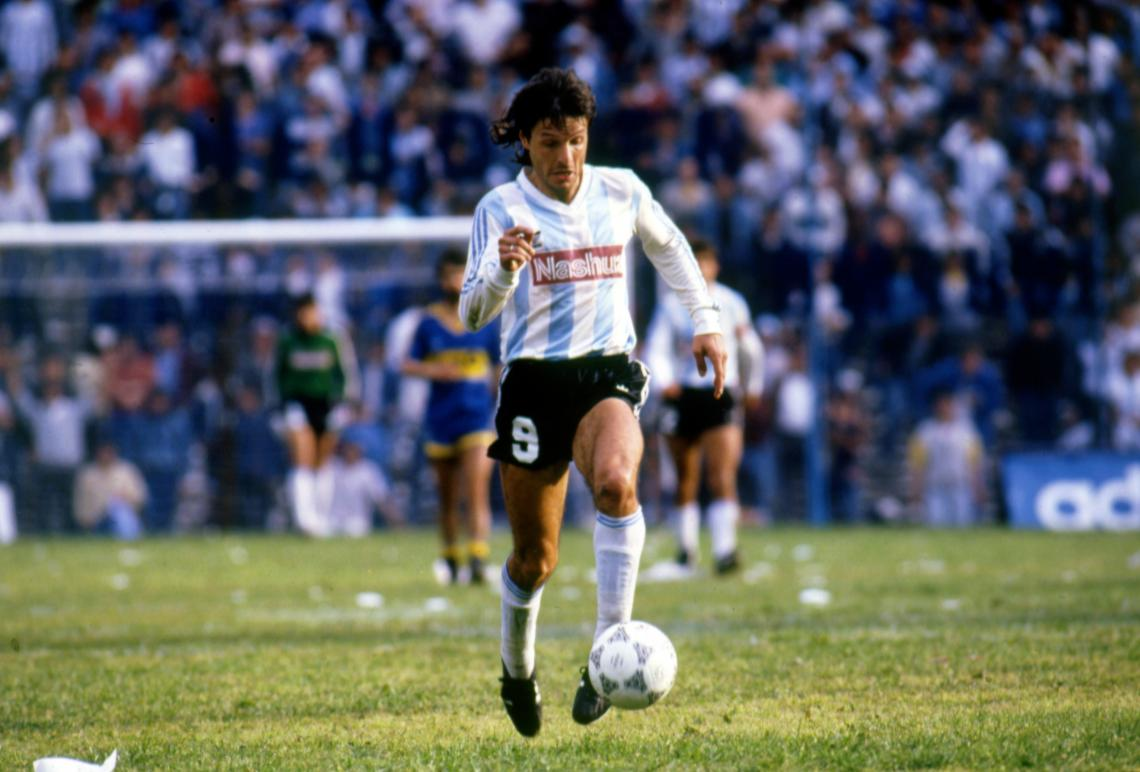
Toti Iglesias (Racing) armando una jugada en el clásico de 1987

### Enfrentamientos oficiales
Datos actualizados al 9 de agosto de 2025
- En total se disputaron 221 clásicos, con 94 victorias de Boca Juniors, 74 de Racing Club, y 53 empates.[27]
- En campeonatos de Primera División, se dirimieron en 185 clásicos, con 84 victorias para Boca Juniors, 57 para Racing Club, y 44 empates.
- Por copas nacionales, se enfrentaron en 19 ocasiones, con 12 victorias para Racing Club, 5 para Boca Juniors, y 2 empates.
- Por copas internacionales, compitieron en 13 oportunidades, con 5 victorias para Boca Juniors, 1 para Racing Club, y 7 empates.
- En campeonatos de Segunda División, se jugaron 4 encuentros, en donde Racing Club obtuvo la victoria en cada uno de ellos.

| Torneos disputados    | PJ  | GBJ | E  | GRC | Goles BJ | Goles RC |
| --------------------- | --- | --- | -- | --- | -------- | -------- |
| Primera División *    | 185 | 84  | 44 | 57  | 282      | 230      |
| Segunda División **   | 4   | 0   | 0  | 4   | 1        | 6        |
| Copas Nacionales      | 19  | 5   | 2  | 12  | 22       | 42       |
| Copas Internacionales | 13  | 5   | 7  | 1   | 12       | 6        |
| Total                 | 221 | 94  | 53 | 74  | 317      | 284      |

(*) Incluye todos los partidos de Primera División disputados desde 1913 a 2025.

(**) Incluye todos los partidos disputados en Segunda División entre 1908 y 1910.

### Últimos 10 partidos
| Fecha                    | Torneo                           | Estadio                 | Resultado    | Resultado | Resultado    |
| ------------------------ | -------------------------------- | ----------------------- | ------------ | --------- | ------------ |
| 6 de noviembre de 2022   | Trofeo de Campeones 2022         | Único de Villa Mercedes | Boca Juniors | 1-2       | Racing Club  |
| 20 de enero de 2023      | Supercopa Internacional 2022     | Hazza bin Zayed         | Boca Juniors | 1-2       | Racing Club  |
| 29 de abril de 2023      | Liga Profesional 2023            | Boca Juniors            | Boca Juniors | 3-1       | Racing Club  |
| 23 de agosto de 2023     | Copa Libertadores 2023           | Boca Juniors            | Boca Juniors | 0-0       | Racing Club  |
| 30 de agosto de 2023     | Copa Libertadores 2023           | Racing Club             | Racing Club  | 0-0       | Boca Juniors |
| 24 de octubre de 2023    | Copa de la Liga Profesional 2023 | Racing Club             | Racing Club  | 2-1       | Boca Juniors |
| 10 de marzo de 2024      | Copa de la Liga Profesional 2024 | Boca Juniors            | Boca Juniors | 4-2       | Racing Club  |
| 14 de septiembre de 2024 | Liga Profesional 2024            | Racing Club             | Racing Club  | 2-1       | Boca Juniors |
| 8 de febrero de 2025     | Apertura 2025                    | Racing Club             | Racing Club  | 2-0       | Boca Juniors |
| 9 de agosto de 2025      | Clausura 2025                    | Boca Juniors            | Boca Juniors | 1-1       | Racing Club  |

### Enfrentamientos amistosos
- En partidos amistosos, se disputaron 86 clásicos, con 35 victorias para Boca Juniors, 29 para Racing Club y 22 empates.
- El último se jugó el 20 de enero de 2016 en el Estadio José María Minella de Mar del Plata. Terminó con victoria del Racing Club por 4 a 2.[28]

| Partidos disputados | PJ | GBJ | E  | GRC | Goles BJ | Goles RC |
| ------------------- | -- | --- | -- | --- | -------- | -------- |
| Amistosos           | 86 | 35  | 22 | 29  | 143      | 133      |

## Eliminaciones directas por torneos oficiales

### Listado de partidos de eliminación directa
Incluye todos los partidos de Primera División disputados desde 1913 a 2023.
- Boca Juniors y Racing Club han disputado 18 cruces de eliminación directa. 15 fueron en competiciones AFA y los 3 restantes por torneos Conmebol.

| N.º | Torneo                                        | Estadio                   | Fecha                   | Ronda            | Local        | Resultado         | Visitante    | Goles (L)                                 | Goles (V)                            |
| --- | --------------------------------------------- | ------------------------- | ----------------------- | ---------------- | ------------ | ----------------- | ------------ | ----------------------------------------- | ------------------------------------ |
| 1   | Copa de Competencia Jockey Club 1914          | Boca Juniors              | 26 de julio de 1914     | Octavos de final | Boca Juniors | 0-4               | Racing Club  |                                           | Ohaco, Marcovecchio (x2) y Perinetti |
| 2   | Copa de Competencia Jockey Club 1918          | GEBA                      | 16 de agosto de 1918    | Tercera ronda    | Boca Juniors | 3-0               | Racing Club  | Corvetto y N. Martín (x2)                 |                                      |
| 3   | Copa Beccar Varela 1932                       | Independiente             | 29 de enero de 1932     | final            | Racing Club  | 3-0               | Boca Juniors | Barrera (2), Bugueyro                     |                                      |
| 4   | Copa de Competencia de la Liga Argentina 1933 | Racing Club               | 30 de agosto de 1933    | Cuartos de final | Racing Club  | 4-1               | Boca Juniors | Zito, López Bravo, Devicenzi y Bugueyro   | Varallo                              |
| 5   | Copa de Competencia Británica 1944            | Boca Juniors              | 9 de abril de 1944      | Octavos de final | Boca Juniors | 3-2               | Racing Club  | Varela, Boyé y Sarianga                   | García y Barreiro                    |
| 6   | Copa de la República 1945                     | Ferro Carril Oeste        | 16 de marzo de 1945     | Semifinales      | Boca Juniors | 2-1               | Racing Club  | Ferrari (x2)                              | Pascal (e/c)                         |
| 7   | Copa de Competencia Británica 1945            | San Lorenzo               | 12 de octubre de 1945   | Final            | Racing Club  | 4-1               | Boca Juniors | D'Alessandro , Camer , F.Monestés y Fiore | Sánchez                              |
| 8   | Copa Adrián C. Escobar 1946                   | San Lorenzo               | 29 de marzo de 1947     | Cuartos de final | Boca Juniors | 0-1               | Racing Club  |                                           | Sued                                 |
| 9   | Copa Libertadores 1989                        | Vélez Sarsfield           | 29 de marzo de 1989     | Desempate        | Boca Juniors | 3-1               | Racing Club  | Latorre, Abramovich y Stafuza             | Sánchez                              |
| 10  | Supercopa Sudamericana 1989                   | Boca Juniors              | 19 de octubre de 1989   | Cuartos de final | Boca Juniors | 0-0               | Racing Club  |                                           |                                      |
| 10  | Supercopa Sudamericana 1989                   | Racing Club               | 26 de octubre de 1989   | Cuartos de final | Racing Club  | 1-2               | Boca Juniors | Fabbri                                    | Ponce y Cuciuffo                     |
| 11  | Liguilla Pre-Libertadores 1991                | Boca Juniors              | 28 de julio de 1991     | Semifinales      | Boca Juniors | 1-1               | Racing Club  | Gaona                                     | Ortega Sánchez                       |
| 11  | Liguilla Pre-Libertadores 1991                | Racing Club               | 4 de agosto de 1991     | Semifinales      | Racing Club  | 0-0 (penales 2-4) | Boca Juniors |                                           |                                      |
| 12  | Copa Argentina 2012                           | San Juan del Bicentenario | 8 de agosto de 2012     | Final            | Boca Juniors | 2-1               | Racing Club  | Silva y VIatri                            | Viola                                |
| 13  | Copa Libertadores 2020                        | Racing Club               | 16 de diciembre de 2020 | Cuartos de final | Racing Club  | 1-0               | Boca Juniors | Melgarejo                                 |                                      |
| 13  | Copa Libertadores 2020                        | Boca Juniors              | 23 de diciembre de 2020 | Cuartos de final | Boca Juniors | 2-0               | Racing Club  | Salvio y Villa                            |                                      |
| 14  | Copa de la Liga 2021                          | San Juan del Bicentenario | 31 de mayo de 2021      | Semifinal        | Racing Club  | 0-0 (penales 4-2) | Boca Juniors |                                           |                                      |
| 15  | Copa de la Liga 2022                          | Lanús                     | 14 de mayo de 2022      | Semifinal        | Boca Juniors | 0-0 (penales 6-5) | Racing Club  |                                           |                                      |
| 16  | Trofeo de Campeones 2022                      | Único de Villa Mercedes   | 6 de noviembre de 2022  | Final            | Boca Juniors | 1-2               | Racing Club  | Briasco                                   | Rojas y Alcaraz                      |
| 17  | Supercopa internacional 2022                  | Hazza bin Zayed           | 20 de enero de 2023     | Final            | Boca Juniors | 1-2               | Racing Club  | Roncaglia                                 | Carbonero y Piovi                    |
| 18  | Copa Libertadores 2023                        | Boca Juniors              | 23 de agosto de 2023    | Cuartos de final | Boca Juniors | 0-0               | Racing Club  |                                           |                                      |
| 18  | Copa Libertadores 2023                        | Racing Club               | 30 de agosto de 2023    | Cuartos de final | Racing Club  | 0-0 (penales 1-4) | Boca Juniors |                                           |                                      |

### Partidos de eliminación directa en segunda división
Incluye todos los partidos disputados en segunda liga entre 1908 y 1910.
- Boca Juniors y Racing Club han disputado solamente 2 partidos de eliminación directa en la Segunda División. Ambos fueron victorias de Racing.

| N.º | Torneo                | Estadio | Fecha                   | Ronda     | Local        | Resultado | Visitante   | Goles (L) | Goles (V)     |
| --- | --------------------- | ------- | ----------------------- | --------- | ------------ | --------- | ----------- | --------- | ------------- |
| 1   | Segunda División 1908 | GEBA    | 6 de diciembre de 1908  | Semifinal | Boca Juniors | 0-1       | Racing Club |           | Frers         |
| 2   | Segunda División 1910 | GEBA    | 11 de diciembre de 1910 | Final     | Boca Juniors | 1-2       | Racing Club | Pastor    | Frers y Ohaco |

### Estadísticas totales en enfrentamientos de eliminación directa
| Boca Juniors | 10 |
| Racing Club  | 10 |
| Total        | 20 |

### Finales disputadas entre ambos
Incluye todos los partidos en Segunda División entre 1908 y 1910 y Primera División disputados desde 1913 a 2023.
- Seis de estos diecinueve enfrentamientos han sido finales, de las cuales Racing Club ganó cinco y Boca Juniors tan solo una.

| # | Torneo                             | Ronda | Estadio                   | Local        | Resultado | Visitante    | Goles (L)                            | Goles (V)        |
| - | ---------------------------------- | ----- | ------------------------- | ------------ | --------- | ------------ | ------------------------------------ | ---------------- |
| 1 | Segunda División 1910              | Final | GEBA                      | Boca Juniors | 1-2       | Racing Club  | Pastor                               | Frers, Ohaco     |
| 2 | Copa Beccar Varela 1932            | Final | Independiente             | Racing Club  | 3-0       | Boca Juniors | Barrera (2), Bugueyro                |                  |
| 3 | Copa de Competencia Británica 1945 | Final | San Lorenzo               | Racing Club  | 4-1       | Boca Juniors | D'Alessandro, Camer, Monestés, Fiore | Sánchez          |
| 4 | Copa Argentina 2012                | Final | San Juan del Bicentenario | Boca Juniors | 2-1       | Racing Club  | Silva, Viatri                        | Viola            |
| 5 | Trofeo de Campeones 2022           | Final | Único de Villa Mercedes   | Boca Juniors | 1-2       | Racing Club  | Briasco                              | Rojas, Alcaraz   |
| 6 | Supercopa internacional 2022       | Final | Hazza bin Zayed           | Boca Juniors | 1-2       | Racing Club  | Roncaglia                            | Carbonero, Piovi |

#### Estadísticas en finales disputadas
| Boca Juniors | 1 |
| Racing Club  | 5 |
| Total        | 6 |

## Tablas comparativas entre los equipos

### Títulos oficiales
| Competiciones                   | Boca Juniors | Racing Club |
| Torneos internacionales         | 22           | 8           |
| ------------------------------- | ------------ | ----------- |
| Copa Intercontinental           | 3            | 1           |
| Copa Libertadores de América    | 6            | 1           |
| Copa Sudamericana               | 2            | 1           |
| Supercopa Sudamericana          | 1            | 1           |
| Recopa Sudamericana             | 4            | 1           |
| Copa Máster de Supercopa        | 1            | 0           |
| Copa de Oro Nicolás Leoz        | 1            | 0           |
| Copa Dr. Ricardo C. Aldao       | 0            | 2           |
| Copa de Honor Cusenier          | 1            | 1           |
| Cup Tie Competition             | 1            | 0           |
| Copa Confraternidad             | 2            | 0           |
| Campeonatos de Primera División | 35           | 18          |
| Copas Nacionales                | 17           | 15          |
| Títulos Totales                 | 74           | 41          |

### Títulos por década
| Décadas   | Boca Juniors | Racing Club |
| --------- | ------------ | ----------- |
| 1911-1920 | 4            | 19          |
| 1921-1930 | 9            | 2           |
| 1931-1940 | 4            | 2           |
| 1941-1950 | 8            | 2           |
| 1951-1960 | 1            | 3           |
| 1961-1970 | 5            | 4           |
| 1971-1980 | 6            | 0           |
| 1981-1990 | 2            | 1           |
| 1991-2000 | 6            | 0           |
| 2001-2010 | 16           | 1           |
| 2011-2020 | 7            | 3           |
| 2021-2030 | 6            | 4           |

### Datos comparativos
|                                             | Boca Juniors                             | Racing Club                                       |
| ------------------------------------------- | ---------------------------------------- | ------------------------------------------------- |
| Fecha de fundación                          | 3 de abril de 1905                       | 25 de marzo de 1903                               |
| Cantidad de socios                          | 315 000                                  | 86 289                                            |
| Estadio (capacidad)                         | Alberto J. Armando (54 000 espectadores) | Presidente Perón (55 880 espectadores)            |
| Títulos en la Primera División              | 35                                       | 18                                                |
| Récord en la Primera División               | Bicampeón                                | Heptacampeón (histórico) Tricampeón (profesional) |
| Copas nacionales                            | 17                                       | 15                                                |
| Títulos internacionales                     | 18                                       | 5                                                 |
| Títulos rioplatenses                        | 4                                        | 3                                                 |
| Títulos en la Segunda División              | 0                                        | 2                                                 |
| Clasificación histórica en Primera División | 2.º puesto (5.379 puntos)                | 5.º puesto (4.729 puntos)                         |
| Ranking Conmebol                            | 3                                        | 12                                                |
| Venta de entradas AFA                       | 1.º puesto (15.610 entradas)             | 3.º puesto (10.518 entradas)                      |
| Torneos internacionales disputados          | 61                                       | 45                                                |
| Torneos nacionales disputados               | 67                                       | 76                                                |
| Temporadas en Primera División              | 113                                      | 113                                               |
| Temporadas en otras divisiones              | 5                                        | 7                                                 |
| Descensos                                   | sin descensos                            | 1983                                              |
| Goleadores en Primera División              | 19                                       | 18                                                |

## Jugadores que militaron en ambos clubes
|                       |
| Oreste Osmar Corbatta |

|            |
| Mario Boyé |

|                 |
| Federico Sacchi |

|                |
| Gerardo Bedoya |

|                      |
| Sergio Germán Romero |

Algunos de los grandes jugadores que vistieron ambas camisetas fueron: Juan José Pizzuti, Oreste Corbatta, Mario Boyé, Federico Sacchi, Pedro Mansilla, Delfín Benítez Cáceres, Marcelo Delgado, Diego Latorre, Néstor Fabbri, Juan José Rodríguez, Juan Carlos Rulli, Julio Olarticoechea, José Basualdo, Jorge José Benítez, Roberto Pompei, José Liztherman, Gerardo Bedoya, Carlos Mac Allister, Carlos Marinelli, Fernándo Ortiz, José Luis Brown, Oscar Víctor Trossero, Sergio Romero, Ricardo Centurión, Neri Cardozo, Javier García, Diego González, Gustavo Barros Schelotto, Pablo Migliore, Franco Sosa, Óscar Romero, Guillermo Fernández y Agustín Almendra, entre muchos otros.

## Entrenadores que dirigieron los dos clubes
|                     |
| Juan Carlos Lorenzo |

|                   |
| Néstor Raúl Rossi |

|              |
| Alfio Basile |

|                 |
| Miguel Brindisi |

|                    |
| Miguel Ángel Russo |

Muchos entrendadores destacados también dirigieron en ambas instituciones como por ejemplo: Rogelio Domínguez, José D'Amico, Renato Cesarini, Néstor Raúl Rossi, Juan Carlos Lorenzo, José Pastoriza, Alfio Basile, Miguel Ángel Russo, Miguel Ángel Brindisi, Carlos Ischia y Fernando Gago. También se destaca Diego Maradona quien fue jugador de Boca Juniors y entrenador de Racing Club, pero sin llegar a dirigir al Xeneize.